# Henri de Vries
Henri de Vries, im Ausland oft Henry de Vries, gebürtig Hendricus Petrus Lodewicus van Walterop (* 8. August 1864 in Rotterdam, Niederlande; † 31. Januar 1949 in Amsterdam) war ein international arbeitender, niederländischer Schauspieler bei Bühne und Film sowie ein Theaterleiter und Bühnenregisseur.

## Leben und Wirken

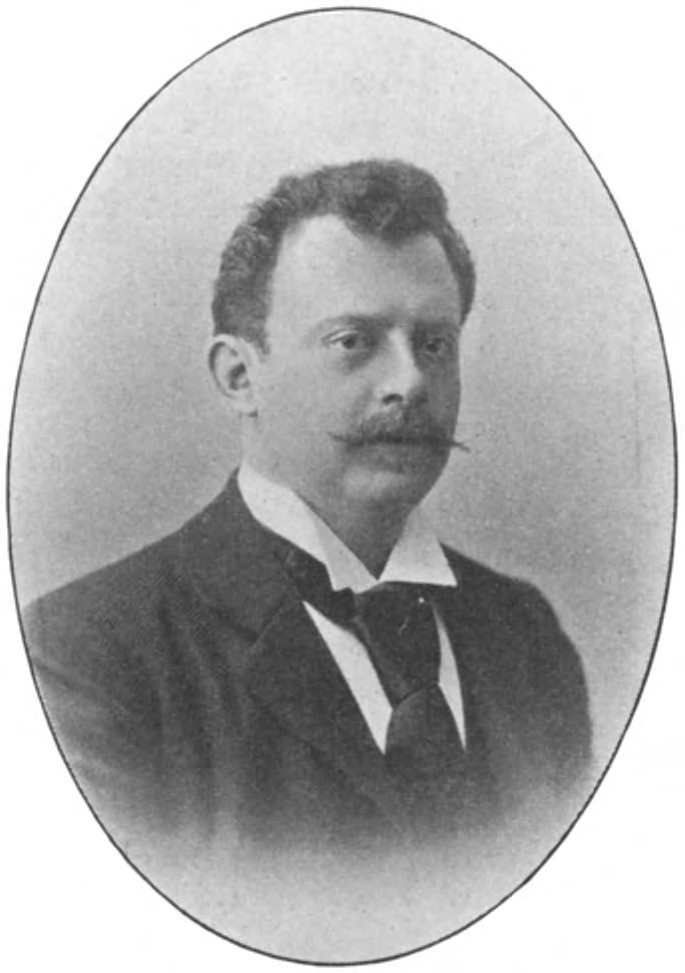
Henri de Vries (1899)

Der Sohn des Schauspielers Louis Moor und Sophie van Walterop-de Vries kam im Alter von 14 Jahren nach Amsterdam, wo er sich zunächst im Geigenspiel versuchte. Ein Jahr darauf besuchte er die Schauspielschule, die er nach zwei Jahren für ein Engagement bei seinem Vater, Daan van Ollefen senior und Anton Veltman an der Stadsschouwburg verließ. Seine erste Rolle war die eines Schwarzen in Willem Peijpers’ Stück „Vuur en strijd“. Jahrelang war de Vries Mitglied Teil der Schauspieltruppen von Lion van Lier, Antoine le Gras und Derk Haspels, der Koninklijke Vereeniging Het Nederlandsch Tooneel (K.V.H.N.T.) und der De Nederlandsche Tooneelvereeniging (1893–1912) und glänzte unter anderem mit Shakespeare-Rollen.

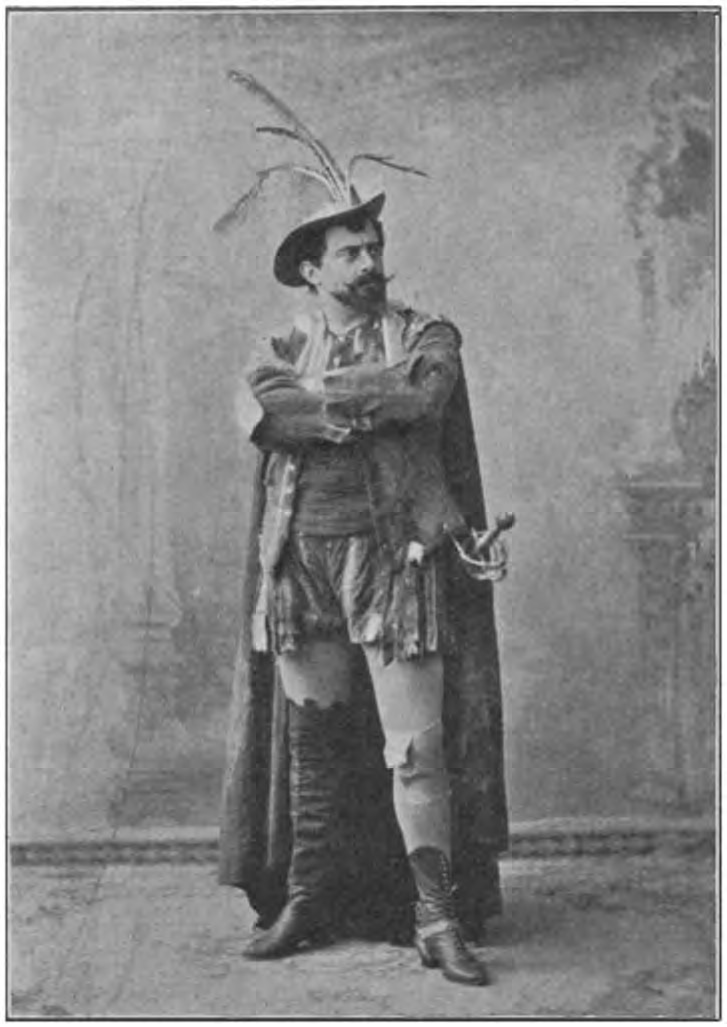
Henri de Vries als Petruchio in Der Widerspenstigen Zähmung (1899)

Zu dieser Zeit, Anfang des 20. Jahrhunderts, trat Henri de Vries im Rahmen seiner Tourneen verstärkt auch im Ausland (z. B. in Großbritannien, Österreich-Ungarn, Deutschland und schließlich den USA) auf. Nach Auftritten in der Royal Albert Hall (1904) konnte man den perfekt Deutsch sprechenden Holländer, der außerhalb seiner Heimat zumeist als Henry de Vries (am Theater wie auch später beim Film) geführt wurde, 1908 im Rahmen von Varietéveranstaltungen erstmals auch an deutschen Bühnen sehen, wo er vor allem mit dem extra für ihn verfassten Stück Der Brandstifter aus der Feder von Herman Heijermans auftrat. Sieben der insgesamt neun Rollen wurden allein von de Vries verkörpert. Die Kritik lobte ihn nach seinem Brandstifter-Gastspiel an Wiens Apollotheater (Ende März/Anfang April 1909) mit folgenden Worten: „Henri de Vries erweist sich in jeder einzelnen Maske als außerordentlicher Menschendarsteller von genialer Verwandlungsfähigkeit“. In einer anderen Zeitung heißt es: „… es ist geradezu verblüffend, wie meisterlich ruhig de Vries seine Aufgabe löst und wie schauspielerisch vortrefflich er die verschieden gearteten Gestalten charakterisiert“. 1913 wirkte Henri de Vries in London auch in einer kurzen Verfilmung dieses Stücks mit, es sollte sein Filmdebüt werden.
Während seines Amerika-Aufenthalters kehrte de Vries inmitten des Ersten Weltkriegs mit dem Ausstattungsepos Cleopatra zum Film zurück. Nach Kriegsende setzte er seine Tätigkeit vor der Kamera in britischen Produktionen fort, ehe er in der zweiten Hälfte der 1920er Jahre für den Aldini-Actionkrimi Der Kampf gegen Berlin, in dem er Jenny Jugos Vater verkörperte, nach Berlin verpflichtet wurde. Väter und Onkel sowie Honoratioren aller Arten blieben de Vries’ Rollenfach, so auch in Karl Grunes Die Brüder Schellenberg, wo er Lil Dagovers Vater spielte, und als Rudolf Forsters Onkel in der Puschkin-Verfilmung Pique Dame. Bereits 1927 beendete er seinen Deutschland-Aufenthalt und reiste zurück nach England, der Heimat seiner Frau. Hier wirkte er in weiteren Filmen, durchgehend B-Produktionen, mit.
Wieder daheim in den Niederlanden, sah man ihn gastweise in einzelnen Stücken wie etwa 1932 als David Golder in dem gleichnamigen Drama. Im Frühjahr 1934 stellte er als Produzent und Regisseur in Den Haag das Stück De duikboot auf die Beine. Zeitweise war de Vries auch künstlerischer Leiter des Grand Théâtre in Amsterdam, für das er unter anderem 1927 die Kriminalkomödie Die Katze und der Kanarienvogel inszenierte. Zuletzt vor der Kamera sah man den 75-jährigen mit einer kleinen Rolle in Detlef Siercks Emigrantenproduktion Boefje, darüber hinaus verfasste Henri de Vries seine Memoiren.

## Filmografie
- 1913: A Case of Arson
- 1917: Cleopatra
- 1921: The Night Hawk
- 1923: The Woman Who Obeyed
- 1925: Der Kampf gegen Berlin
- 1926: Die Brüder Schellenberg
- 1926: Dürfen wir schweigen?
- 1926: Die Welt will belogen sein
- 1926: Die vom Schicksal Verfolgten
- 1927: Wie heirate ich meinen Chef?
- 1927: Pique Dame
- 1927: Die Vorbestraften
- 1927: Stolzenfels am Rhein
- 1927: Ihr letztes Liebesabenteuer
- 1927: Der Meister der Welt
- 1927: Venus im Frack
- 1929: White Cargo
- 1929: Master and Man
- 1929: The Celestial City
- 1932: Murder at Covent Garden
- 1936: The Scarab Murder Case
- 1936: Op een avond in mei
- 1937: Strange Experiment
- 1939: Boefje